# Wisteria Lane
Wisteria Lane je název fiktivní ulice objevující se v americkém televizním seriálu Zoufalé manželky. Děj seriálu se primárně soustředí na obyvatele této ulice. Ateliéry pro Wisteria Lane se nachází v Universal Studios Hollywood a ve skutečnosti se jmenují Colonial Street. Jedná se o místo, kde probíhalo natáčení i mnoha jiných filmů nebo televizních pořadů jako například Leave It to Beaver, Gremlins, Lidé z předměstí nebo Buffy, přemožitelka upírů.

## Výroba
V roce 2005 prošla Wisteria Lane několika velkými změnami, kterých si mohl divák všimnout ve druhé řadě seriálu. Byla odstraněna slepá ulice, mezi štábem známá jako Circle Drive. Většina budov v této části ulice byla buď značně přestavěna nebo odstraněna. Největší změnou bylo odstranění kostela, který byl mimo jiné vidět i v seriálu To je vražda, napsala, aby se uvolnilo místo pro Ediin nový dům, a takzvaný Colonial Mansion nahradil park. Ulice se objevila i ve filmu Beethoven 3 (2000) s obchody a kostelem, které byly na místě kolem Circle Drive. Prvotní scéna znázorňuje obchody, poté jsou v záběru také paní McCluskeyová, Lynette, Katherine, Bree, Susan, Mary Alice, Betty a Gabrielle. Poté je vidět Gabriellina příjezdová cesta a pak zbytek ulice. Colonial Street, včetně Circle Drive, má šestnáct hlavních budov, přičemž tři z nich se nacházejí mimo oblast natáčení Zoufalých manželek. Budova nejblíže k domu s číslem popisným 4348, je využívána ochrankou, která hlídá, aby do Wisteria Lane nikdo neoprávněně nevnikl.

## Pozemky
Následující přehled je založen na podrobnostech a mapách uvedených v rámci seriálu, a také na oficiálních stránkách Universal Studios.

### Dům č. 4344
Dům č. 4344 byl v seriálu vidět pouze jednou, a to ve druhé řadě. Žila zde Lisa Sidmenová se svým synem, která se o dům příliš nestarala. Tento dům je ve skutečnosti jen kulisa.

### Dům č. 4345
Dům č. 4345 byl také v seriálu vidět pouze jednou, a to v páté řadě. Zdá se, že je to starý opuštěný dům.

### Dům č. 4346
Dům č. 4346 vlastnila ve druhé řadě Sharon Shesinová. V páté řadě zde bydlela Mona Clarkeová se svým manželem a dětmi. Předpokládá se, že po její smrti v šesté řadě se Clarkeovi odstěhovali.

### Dům č. 4347
Dům č. 4347 patřil manželům Greenbergovým. Ida Greenbergová zde žila od první řady do poloviny řady čtvrté. Po její smrti v něm dočasně bydlela Karen McCluskeyová. Od šesté řady zde bydlí Mitzi Kinskyová. U tohoto domu je vždy vidět pouze exteriér.

### Dům č. 4348
Dům č. 4348 byl od první řady do konce řady čtvrté domovem Rose Kemperové. V páté řadě odešla bydlet do pečovatelského domu a není známo, kdo zde bydlel poté. Tento dům je ve skutečnosti jen kulisa.

### Dům č. 4349
Dům č. 4349 je domovem Carlose a Gabrielle Solisových, kteří zde žili od léta roku 2003. Rok po ukončení seriálu se přestěhovali do sídla v Beverly Hills. Tento dům má skutečný vchod a obývací pokoj. Všechny ostatní záběry interiérů byly natáčeny ve studiu. Scény na zahradě (s bazénem a jacuzzi) byly natočeny u skutečného domu v San Fernando Valley.

### Dům č. 4350
Dům č. 4350 (známý jako dům Huberových) patřil v první řadě seriálu Marthě Huberové, která dům vlastnila už před lety. Poté, co vyhořel dům Edie Brittové, bydlela Edie u Marthy, dokud nebyl postaven její nový dům. Když byla Martha zavražděna Paulem Youngem, nastěhovala se do domu její sestra Felicia Tilmanová. Felicia zůstala v domě až do konce druhé řady, kdy Paula obvinila ze své „smrti“. Tento dům má skutečné první patro (vstup, kuchyň a obývací pokoj). Druhé patro neexistuje a nebylo vidět ani jako kulisa.
Bree Van de Kampová koupila v páté řadě tento dům pro svého syna Andrewa Van de Kampa a jeho partnera Alexe Cominise. V domě žili do poloviny sedmé řady, kdy se Alex odstěhoval kvůli Andrewovým problémům s alkoholem. Ve druhé polovině osmé řady se Andrew přišel o práci, a tak se nastěhoval zpět k Bree.

### Dům č. 4351
Dům č. 4351 byl po většinu první řady domovem rodiny Mullinsových. Na konci první řady se do něj nastěhovali Betty Applewhiteová se svým synem Mathewem Applewhitem a bydleli zde po celou druhou řadu. Ve třetí řadě dům krátce vlastnila Alma Hodgeová. Na začátku čtvrté řady jej koupili Bob Hunter a Lee McDermott. V sedmé řadě Lee prodal dům Paulu Youngovi a předpokládá se, že ho Lee dostal zpět poté, co se Paul vrátil do vězení.
Dům nebyl během první řady Zoufalých manželek vidět. Bylo to proto, že byl považován za příliš rozpoznatelný, protože byl hlavním prostředím seriálu The Munsters. Po rozhodnutí představit Applewhiteovi a jejich bydlení, byl dům kompletně přestavěn. Tento dům má skutečné první patro (vstup, obývací pokoj, kuchyň a jídelnu). Druhé patro je kulisa.

### Dům č. 4352
Dům č. 4352 byl domovem Mary Alice Youngové. V páté řadě byl dům nabarven na zeleno a byla odstraněna klenba včetně vstupu. Youngovi se do domu nastěhovali v roce 1990.
V první řadě spáchala Mary Alice sebevraždu a o dům se poté starali její manžel Paul Young a syn Zachary Young. Ti dva zůstali v domě až do druhé řady, kdy byl Paul zatčen za falešnou vraždu Felicie Tilmanové a Zach zdědil jmění svého dědečka. Dům byl poté uveden Edie Brittovou do prodeje a koupil ho Arthur Shepherd. Arthur se po smrti své sestry odstěhoval a obyvatele přesvědčil o tom, že je pedofil.
V páté řadě dům koupili Edie a Dave Williamsovi, kteří dům pronajmuli Mikeu Delfinovi. Mike zůstal v domě, dokud se nenastěhoval do domu Katherine Mayfairové.
V šesté řadě se do domu nastěhovali Bolenovi. Rodina zůstala v domě až do konce řady, kdy se Angie Bolenová a Nick Bolen odstěhovali do Atlanty, a jejich syn Danny Bolen odešel do New Yorku.
V sedmé řadě získal dům zpět Paul Young, který žil přes silnici v Susanině domě. Ke konci sedmé řady se Paul Young přiznal k vraždě Marthy Huberové. V osmé řadě je obyvatel domu č. 4352 neznámý.
Tento dům má částečně skutečné první patro (vstup, obývací pokoj a jídelnu). Všechny ostatní vnitřní záběry (kuchyň, rodinný pokoj a druhé patro) jsou natáčeny před kulisami ve studiu. Dům je reprodukcí domu z Leave it to Beaver a byl postaven pro stejnojmenný film společnosti Universal z roku 1997.

### Dům č. 4353
Dům č. 4353 byl dům Susan Mayerové. Paul Young se svou novou manželkou Beth Youngovou si tento dům pronajmul během sedmé řady. Po Bethiině sebevraždě nechal Paul Susan s Mikem, aby se nastěhovali zpět.
Mayerovi se do domu nastěhovali v roce 1992. Před první řadou žila Susan v domě se svým manželem Karlem Mayerem. Po rozvodu zde žila Susan se svou dcerou Julie Mayerovou, a to do konce čtvrté řady. Jelikož udržovala nestálý vztah s Mikeem Delfinem, Mike tu často pobýval. Na konci třetí řady se Susan a Mike vzali, takže se Mike stal trvalým obyvatelem.
Na konci čtvrté řady se Julie odstěhovala na vysokou školu a Susan porodila Maynarda Jamese Delfina. V páté řadě se Susan a Mike rozvedli a Susan se začala scházet s Jacksonem Braddockem. Ten se chtěl k Susan nastěhovat, ale ona mu to nedovolila. Na konci páté řady se Susan a Mike znovu vzali a v šesté řadě v tomto domě žili společně.
Na konci šesté řady se Susan a Mike kvůli finančním problémům odstěhovali do bytu a dům pronajali. Paul Young se sem nastěhoval ke své ženě Beth. V sedmé řadě zjistil Paul o Beth pravdu a vyhodil ji.
Na konci sedmé řady se Mike, Susan a MJ přestěhovali zpět do domu č. 4353, neboť byl Paul Young zatčen za vraždu. V osmé řadě byl Mike zavražděn lichváři. Susan se na konci řady rozhodla dům prodat manželům jménem Jennifer a Steve, kteří skrývají tajemství. Tento dům má skutečný vchod, jídelnu a kuchyň. Všechny ostatní interiérové záběry (obývací pokoj a druhé patro) jsou natáčeny za pomocí kulis ve studiu.

### Dům č. 4354
Dům č. 4354 byl dům Bree a Rexe Van de Kampových. Společně v tomto domě vychovali své děti, Andrewa Van de Kampa a Danielle Van de Kampovou. Do domu se nastěhovali v roce 1994.
Ve třetí řadě se Bree provdala za Orsona Hodge a ten se stal stálým obyvatelem domu. Gloria Hodgeová, Orsonova matka, se o několik dílů později také nastěhovala a zůstala do doby, dokud ji Bree nevyhodila.
Ve čtvrté řadě porodila Danielle syna Benjamina Hodge a ten zůstal v péči Bree až do páté řady. Andrew i Danielle se odstěhovali. Na konci čtvrté řady šel Orson do vězení namísto Bree a zůstal tam tři roky. Po propuštění se vrátil do domu.
V páté řadě je Breeina garáž předělána na její a Katherininu testovací kuchyň. V přízemí je samotná kuchyň a v horním patře jsou kanceláře.
Na konci šesté řady požádal Orson o rozvod a odstěhoval se. V sedmé řadě se k Bree nastěhoval její přítel Keith. Ale když Keith zjistil, že má syna, vztah se začal hroutit. Snažil se přimět Bree, aby se přestěhovala na Floridu, ale skončilo to tak, že odjel jen on. V osmé řadě se Andrew z finančních důvodů nastěhoval zpět do domu.
Tři roky po ukončení seriálu se Bree a její bývalý právník, nyní manžel, Trip Weston přestěhovali z Wisteria Lane do Kentucky.
Tento dům nemá žádné interiéry a slouží jako odpočinková místnost pro herce a štáb. Spolu s Lynettiným domem je to jeden ze dvou domů, který má zadní dvorek.

### Dům č. 4355
Dům č. 4355 od začátku vlastnili Lynette a Tom Scavovi. Do domu se nastěhovali v roce 1997 a žili zde se svými dětmi, Prestonem Scavem, Porterem Scavem, Parkerem Scavem, Penny Scavovou, Paige Scavovou a Kaylou Huttingtonovou Scavovou. Kayla žila v domě od poloviny třetí řady do konce řady čtvrté. V sedmé řadě se Porter s Prestonem odstěhovali. Na konci řady se Lynette a Tom, po dlouhém boji mezi nimi, rozhodli rozvést. V osmé řadě se Tom odstěhoval a dvojčata, Porter s Prestonem, se dočasně nastěhovala zpět. Tom se do domu vrátil během dvoudílného finále, kdy se s Lynette usmířili. O čtyři týdny později se odstěhovali do New Yorku, kde žijí v bytě s výhledem na Central Park. Tento dům je jen kulisa bez interiérů. Interiérové záběry se natáčely ve studiu.

### Dům č. 4356
Dům č. 4356 byl známý jako dům Simmsových. První tři řady v něm bydlel Mike Delfino, od čtvrté do šesté řady tu bydleli Mayfairovi, v první polovině sedmé řady Emma Grahamová, a od poloviny do konce sedmé řady zde bydlela Felicia Tilmanová. Předpokládá se, že Katherine Mayfairová prodala dům Emmě Grahamové (ztvárnila ji Dana Gloverová), a ta ho pak v sedmé řadě prodala Paulovi. V sedmé řadě dům po své dceři zdědila Felicia Tilmanová. Na začátku osmé řady se do domu nastěhoval Ben Faulkner. Po skončení seriálu není jasné, zda Ben stále žije v tomto domě, nebo se se svou novou manželkou Renee odstěhovali.

### Dům č. 4358
Dům č. 4358 byl domovem Karen McCluskeyové. Ta byla jednou z nejstarších obyvatel ulice a žila zde 35 let. Po tornádu v díle Něco se blíží byl Karenin domov zcela zničen a během páté řady byl postaven dům nový. Tento dům má skutečné druhé patro.
V šesté řadě započala Karen vztah s Royem Benderem a ten se k ní nastěhoval. Vzali se mezi koncem šesté řady a začátkem řady sedmé. Protože se Orson Hodge nechtěl vrátit k Bree, zařídil, aby s nimi mohl bydlet, ale Bree ho nakonec dostala zpět domů.
Karen zemřela na konci sedmé řady a poté v domě bydlel pouze Roy.

### Dům č. 4362
Dům č. 4362 byl domovem Edie Brittové až do její smrti v páté řadě. Přestěhovala se na Wisteria Lane někdy na začátku roku 2003. Původní dům byl v pilotním dílu podpálen Susan Mayerovou. V roce 2005 byl pro druhou řadu seriálu dům znovu postaven.
Na začátku sedmé řady si dům pronajala Renee Perryová, kamarádka Lynette z vysoké školy. Není známo, zda po skončení seriálu Renee stále žije v tomto domě nebo se odstěhovala se svým novým manželem Benem pryč. Z neznámých důvodů bylo v dílech Smutný svátek a Jdeme do finále číslo na dveřích Reneeina domu změněno na 4359.

## Obyvatelé
Toto jsou známí obyvatelé Wisteria Lane, kteří se objevují v dílech od pilotního dílu do konce páté řady. Zajímavé je, že v seriálu nejsou jmenováni obyvatelé domů č. 4348 (dům Drewových) a č. 4360, i když v domě č. 4360, ve druhém dílu čtvrté řady, je vidět, že zde žije neznámá žena. Také ve druhé řadě je dům také obýván a žije zde černovlasá žena. Ve třetí řadě zde bydlí blonďatá, nevěrná žena v domácnosti. Ve třetí řadě paní McCluskeyová pomlouvá muže, který myl svého mazlíčka Prase na trávníku u domu č. 4360. S největší pravděpodobností zde žije Mona Clarková, ačkoli je v páté řadě znázorněno, že žije v Corner House.
| Obrázek               | Adresa                       | Rodina | Obyvatelé |
| --------------------- | ---------------------------- | --- | --- |
|                       | Wisteria Lane č. 4347        | Greenbergovi | Ida Greenbergová (do 2007) |
| McCluskeyovi          | Wisteria Lane č. 4347        | Karen McCluskeyová (2008) | |
| Kinskyovi             | Wisteria Lane č. 4347        | Mitzi Kinskyová (od 2016) | |
|                       | Wisteria Lane č. 4349        | Solisovi | Gabrielle Solisová (2003-2020) Carlos Solis (2003-2006, 2008-2020) Xiao-Mei (2006) Juanita Solisová (2008-2020) Celia Solisová (2012-2020) Ana Solisová (2016) |
|                       | Wisteria Lane č. 4350        | Huberovi | Martha Huberová (do 2004) pan Huber (do 1990) |
| Tilmanová             | Wisteria Lane č. 4350        | Felicia Tilmanová (2005-2006) | |
| Adamsovi              | Wisteria Lane č. 4350        | Neznámí (2007-2014) | |
| Cominis / Van de Kamp | Wisteria Lane č. 4350        | Alex Cominis (2014-2017) Andrew Van de Kamp (2014-2018) | |
|                       | Wisteria Lane č. 4351        | Mullinsovi | Edwin Mullins, paní Mullinsová (do 2005) |
| Applewhiteovi         | Wisteria Lane č. 4351        | Betty Applewhiteová (2005-2006) Matthew Applewhite (2005-2006) Caleb Applewhite (2005-2006)                                                                                                   | |
| Hodgeová              | Wisteria Lane č. 4351        | Alma Hodgeová (2006) Gloria Hodgeová (2006) | |
| Hunter / McDermott    | Wisteria Lane č. 4351        | Bob Hunter (od 2007) Lee McDermott (od 2007, kromě 2017) Jenny Hunter-McDermott (od 2018) | |
|                       | 4352 Wisteria Lane           | Youngovi | Mary Alice Youngová (1990-2004) Paul Young (1990-2006) Zach Young (1990-2006) |
| Shepherdovi           | 4352 Wisteria Lane           | Art Shepherd (2006) Rebecca Shepherdová (2006) | |
| Hudsonovi             | 4352 Wisteria Lane           | paní Hudsonová (2008-2013) | |
| Delfino / Williams    | 4352 Wisteria Lane           | Mike Delfino (2014-2015) Dave Williams (2015) | |
| Bolenovi              | 4352 Wisteria Lane           | Angie Bolenová (2016-2017) Nick Bolen (2016-2017) Danny Bolen (2016-2017) | |
|                       | Wisteria Lane č. 4353        | Mayerovi / Delfinovi | Susan Mayerová (1992-2017, 2018-2019) Karl Mayer (1992-2003) Julie Mayerová (1992-2008, 2016-2017 a 2019) Mike Delfino (2007-2012, 2016-2017 a 2018-2019) Sophie Bremmerová (2005) M.J. Delfino (2008-2017, 2018-2019)                                                    |
| Youngovi              | Wisteria Lane č. 4353        | Paul Young (2017-2018) Beth Youngová (2017-2018) | |
| Jennifer / Steve      | Wisteria Lane č. 4353        | Jennifer (od 2019) Steve (od 2019) | |
|                       | Wisteria Lane č. 4354        | Van de Kampovi /Hodgeovi | Bree Van de Kampová (1994-2022) Rex Van de Kamp (1994-2005) Andrew Van de Kamp (1994-2007 a od 2019) Danielle Van de Kampová (1994-2007) Orson Hodge (2006-2008, 2011-2017) Gloria Hodgeová (2006) Benjamin Hodge (2007-2011) Keith Watson (2017) Trip Weston (2019-2022) |
|                       | Wisteria Lane č. 4355        | Scavovi | Lynette Scavová (1997-2019) Tom Scavo (1997-2018, 2019) Porter Scavo (1998-2019) Preston Scavo (1998-2019) Parker Scavo (1998-2019) Penny Scavová (2004-2019) Paige Scavová (2017-2019) Kayla Huntingtonová-Scavová (2006-2008) Stella Wingfieldová (2007)                |
|                       | Wisteria Lane č. 4356        | Delfino / Solis | Mike Delfino (2004-2007, 2013) Carlos Solis (2006-2007) |
| Simmsovi / Mayfairovi | Wisteria Lane č. 4356        | Lillian Simmsová (do 2004 a krátce v 2007) Katherine Mayfairová (1994-1995 a 2007-2017) Dylan Davisová (1994-1995) Adam Mayfair (2007) Dylan Mayfairová (2007-2008) Robin Gallagherová (2017) | |
| Grahamovi             | Wisteria Lane č. 4356        | Emma Grahamová s manželem a dcerou (2015) | |
| Tilmanová             | Wisteria Lane č. 4356        | Felicia Tilmanová (2017) | |
| Faulkner              | Wisteria Lane č. 4356        | Ben Faulkner (od 2018) | |
|                       | Wisteria Lane č. 4358        | McCluskeyovi | Karen McCluskeyová (1983-2019) Gilbert McCluskey (1983-1997) Roy Bender (od 2016) |
|                       | Wisteria Lane č. 4362 / 4359 | Brittová / Williamsovi | Edie Brittová (2003-2008 a 2013-2015) Umberto Rothwell (2003-2004) Karl Mayer (2005-2006) Austin McCann (2006-2007) Travers McLain (2007) Carlos Solis (2007) Raymond (2008-2013) Dave Williams (2013-2016) Stephanie (2016-2017) Lance (2016-2017)                       |
| Perryová              | Wisteria Lane č. 4362 / 4359 | Renee Perryová (od 2017) | |

### Změny
Po skončení první řady proběhly na Wisteria Lane změny. Objevily se domy č. 4360 a 4362, stejně jako park, který se nyní nacházel vedle slepé ulice.
Tam, kde byl postaven dům č. 4360, byly dříve obchody a škola. Místo domu č. 4362, což je nový dům Edie Brittové, byl původně kostel, který byl odstraněn. Tento kostel byl viděn i v seriálu To je vražda, napsala (1984) jako komunitní kostel městečka Cabot Cove. Tam, kde je nyní park (viz mapa), byl dříve relativně velký dům, Colonial Mansion.
Před začátkem čtvrté řady byl Mikeův dům kompletně zrekonstruován. Stěny kolem schodiště byly strženy, aby se přízemí zcela otevřelo. Patro i přízemí bylo vytapetováno jasně červenými a pastelovými barvami. V Mikeovo domě nějakou dobu bydlela Gabrielle Giaquinta, než se Mike nastěhoval zpět k Susan a svému synovi.
Po tornádu v dílu Něco se blíží byl dům Karen McCluskeyová zcela zničen. Náhradní dům modré barvy byl postaven před pátou řadou. Tento dům má skutečné druhé patro. Kromě toho byl bývalý dům Mary Alice Youngové namalován na zeleno a byla odstraněna klenba včetně vstupu. Breeina garáž byla přeměněna na testovací kuchyň pro ni a Katherine. V přízemí je samostatná kuchyň a v horním patře jsou kanceláře. V páté řadě byl dům č. 4350, bývalý domov Marthy Huberové a Felicie Tilmanové, natřen světlou žluto-zelenou barvou, ale v šesté řadě byl natřen znovu do své původní barvy, zelené.
Během dílu druhé řady Odvrácená strana se ukázalo, že Mona Clarková žije v domě č. 4360. V páté a šesté řadě však můžeme vidět, že žije v domě č. 4348. Až do své smrti v díle šesté řady Co kdyby... byla však výhradně postavou v pozadí a v obsazení byla dokonce zapsána jen jako Matka #2.

## Oficiální mapy

### 1989-1996 Mapa Colonial Street
Oficiální stránky společnosti Universal Studios Hollywood představují mapu Colonial Street, jak vypadala v letech 1989 až 1996. Kromě změn provedených během prvního roku Zoufalých manželek je hlavní rozdíl mezi touto mapou a současným vzhledem ulice v tom, že domy známé v seriálu jako Wisteria Lane č. 4352 a Wisteria Lane č. 4354 (domy Mary Alice a Bree) nahradily v roce 1996 dvě starší budovy.

### Mikeova mapa
Ve druhém dílu první řady Ale co je pod povrchem? je v jedné z Mikeových skříněk vidět mapa ulice a podrobnosti o jejích obyvatelích. Tato mapa potvrzuje umístění domů Susan, Lynette, Gabrielle, Bree, Mary Alice, Mikea a Marthy Huberové a také existenci jednoho domu mezi Susan a Gabrielle, jednoho domu za Gabrielliným a jednoho domu za Mikeovým. Nezahrnuje však část ulice, kde je umístěn dům na opačné straně od domu Marthy Huberové, ani budovy kolem slepé ulice, která v té době nebyla zahrnuta do prostředí seriálu. Až na dvě výjimky má všech deset domů stejné číslo, jak je v seriálu uvedeno.
Mezi Mikeovou mapou a oficiální verzí mapy jsou však určité rozdíly:
- Ačkoli většina čísel domů je stejná, existují dvě výjimky: Budova mezi domy Susan a Gabrielle (později známá jako dům Applewhiteových) je označena číslem 4354 a dům Bree číslem 4359. Obecně jsou tyto domy zobrazeny jako Wisteria Lane č. 4351 a č. 4354, s výjimkou Mikeovy mapy.
- Obyvatelé budovy, mezi domy Gabrielle a Susan, jsou údajně Trent a Debra Nelsonovi, ačkoli ve stejném díle uvedeni jako obyvatelé Mullinsovi. Toto je jediný případ, kdy se v seriálu objevila jména Nelsonových.
- Obyvatelkou Wisteria Lane č. 4347 podle Mikeovy mapy není Ida Greenbergová – tato postava je představena až v 5. díle Pojď dál, cizinče. Místo toho jsou zde uvedena dvě další jména, ale jsou příliš rozmazaná na to, aby se dala správně přečíst. Nicméně jejich příjmení, Morrisovi, je čitelné. Zdá se, že se jeden z nich jmenuje Gary a je jim 42 a 38 let.
- Také je třeba poznamenat, že Lynettina dcera Penny je na mapě označená jako Daisy.

Ačkoli kamera krátce zabere dům č. 4358, který (počínaje 14. dílem Láska visí ve vzduchu) byl známý jako domov Karen McCluskeyové, odvrátí se, než se zobrazí jakákoli jména.

### Mapa z knihyDesperate Housewives: Behind Closed Doors
Mapa Wisteria Lane je také součástí oficiální knihy vydané k druhé řadě seriálu s názvem Desperate Housewives: Behind Closed Doors, vydané v roce 2005. Tato mapa nezobrazuje čísla domů, ale potvrzuje existenci a umístění většiny domů na Wisteria Lane, které se v seriálu objeví. Výjimkou jsou tři budovy za domem Karen McCluskeyové, které nebyly přidány do natáčení až do druhé řady. Většina domů na mapě je označena jako dům Scavových nebo dům Youngových, domy nyní známé jako dům paní McCluskeyové, dům paní Greenbergové dům a dům č. 4348 jsou ponechány bez jakéhokoli popisu.